# Ягодное (Донецкая область)
Я́годное (укр. Ягідне) — посёлок в Бахмутской городской общине Бахмутского района Донецкой области Украины.

## Общие сведения
Население по переписи 2001 года составляло 318 человек. Почтовый индекс — 84751. Телефонный код — 6274.